# Helvetische Consulta
Die Helvetische Consulta (italienisch consulta ‚Ratsversammlung‘), auch Helvetische Konsulta, war eine Versammlung von Notablen und Deputierten aus der Helvetischen Republik, die in Paris unter Anleitung und Vermittlung der französischen Regierung unter dem ersten Konsul Napoléon Bonaparte zwischen dem 10. Dezember 1802 und dem 19. Februar 1803 die Mediationsakte, eine neue Verfassung für die Schweiz und ihre Kantone, ausarbeitete. Vorbild für die Helvetische Consulta war die Cisalpinische Consulta vom Oktober 1801 bis Januar 1802 in Lyon. Diese erarbeitete die Verfassung für die Italienische Republik und machte Napoléon Bonaparte zum Präsidenten Italiens.

## Geschichte

### Parteienstreit in der Helvetischen Republik

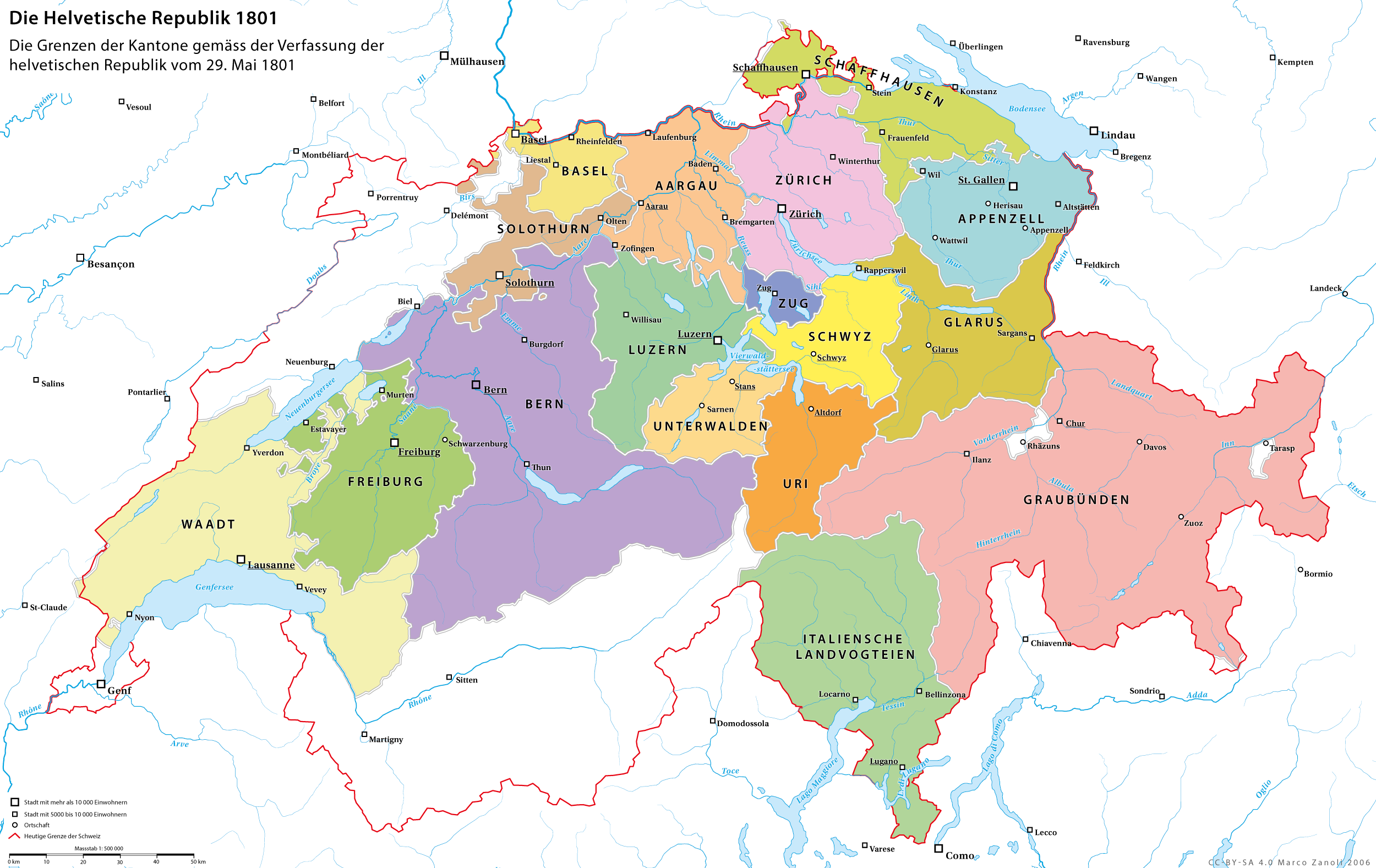
Grenzen der Kantone gemäss der Verfassung von Malmaison vom 29. Mai 1801

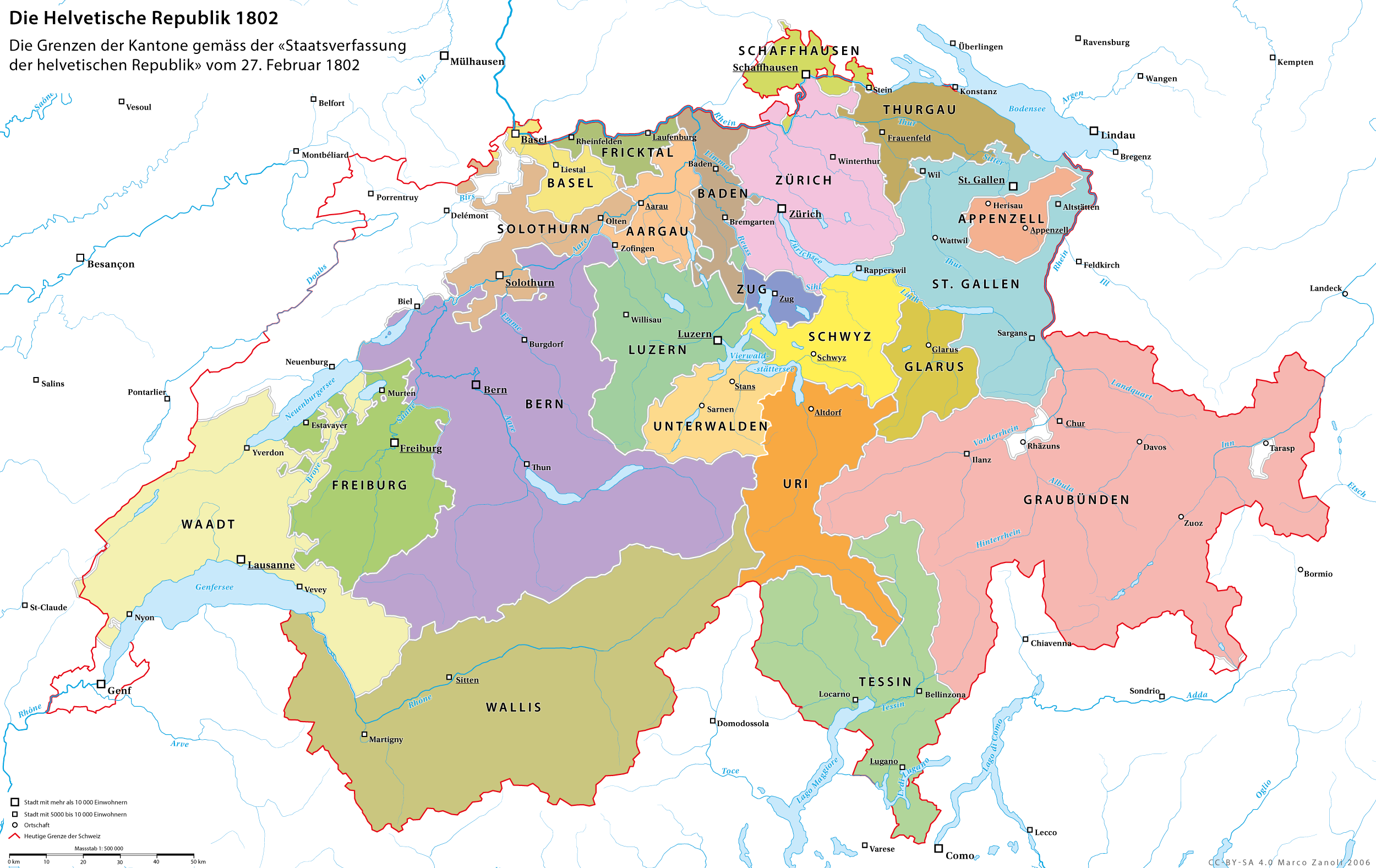
Grenzen der Kantone gemäss dem föderalistischen Gegenentwurf zur Verfassung von Malmaison vom 27. Februar 1802

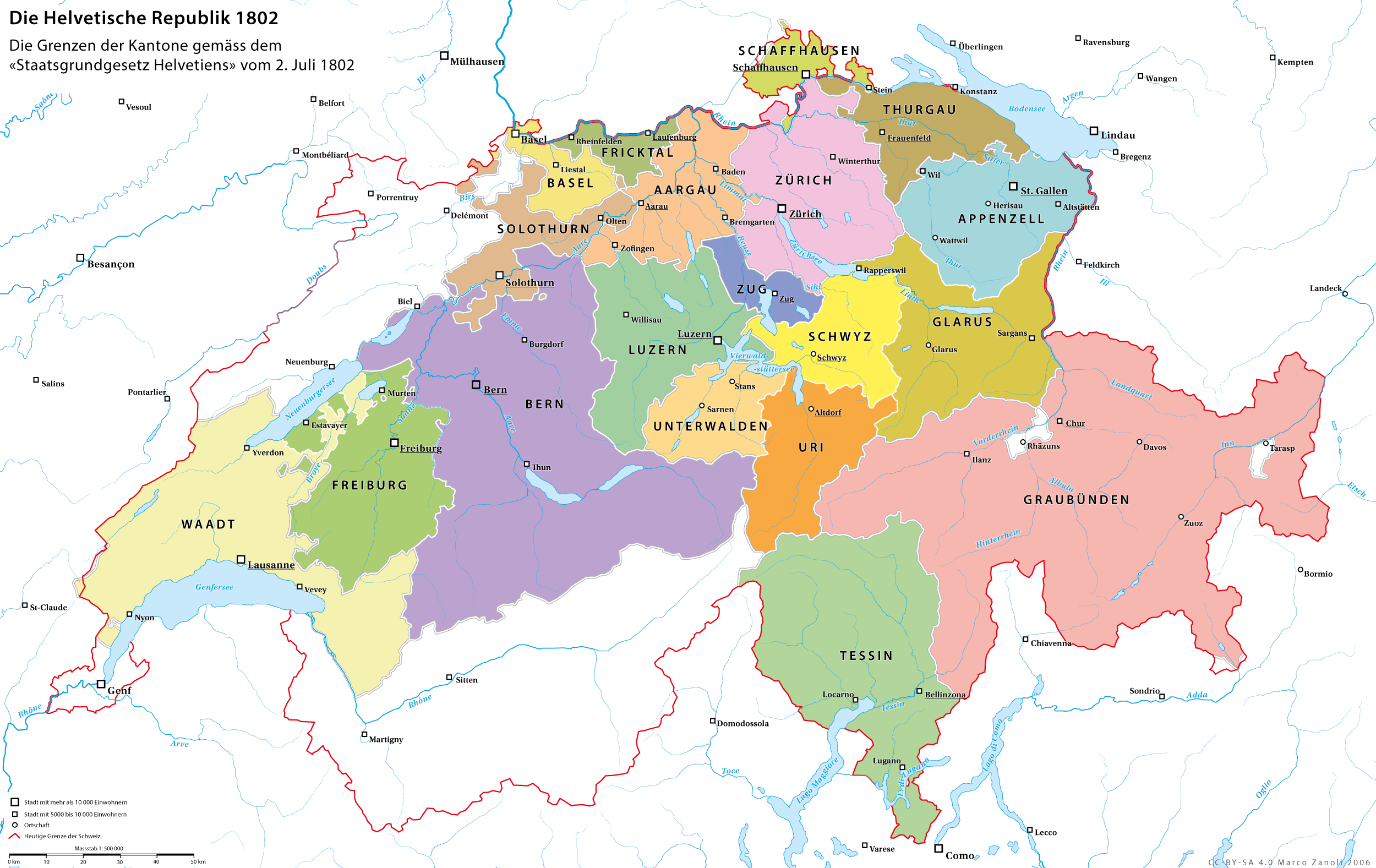
Grenzen der Kantone gemäss der zweiten Helvetischen Verfassung vom 25. Mai 1802

Seit dem durch französische Waffen erzwungenen Umsturz des Ancien Régime in der Schweiz 1798 kämpften verschiedene Parteien und Interessengruppen über die Errichtung einer neuen Staatsordnung für den nun als «Helvetische Republik» bezeichneten französische Vasallenstaat. Die «Patrioten», mehrheitlich Bauern und Kleinbürger waren für volle Volkssouveränität, gegen städtische und ständische Vorrechte und orientierten sich am Vorbild der zentralistischen französischen Republik. Die «Republikaner», mehrheitlich oberes Bürgertum und aufgeklärtes Patriziat, wollten eine indirekt gewählte Elite als regierende Kraft, als Parlament eine sich selbst ergänzende Notablenversammlung sowie eine stärker föderative und an den alten Kantonsgrenzen orientierte Organisation der Schweiz. Nach dem ersten und zweiten Staatsstreich 1800 gewannen die Republikaner die Oberhand. Der Parteienstreit ging jedoch weiter zwischen «Unitariern» und «Föderalisten». Die Unitarier als Mehrheit wünschten eine Erhaltung des Einheitsstaates mit allen Errungenschaften der Revolution, besonders der persönlichen Freiheit (Abschaffung der Leibeigenschaft) und der Gleichheit (Abschaffung der Standesunterschiede), während die Föderalisten als restaurativ gesinnte Minderheit aus der Innerschweiz und den alten regierenden Städten und dem Patriziat eine Rückkehr zum Staatenbund und den alten Untertanenverhältnissen anstrebten.

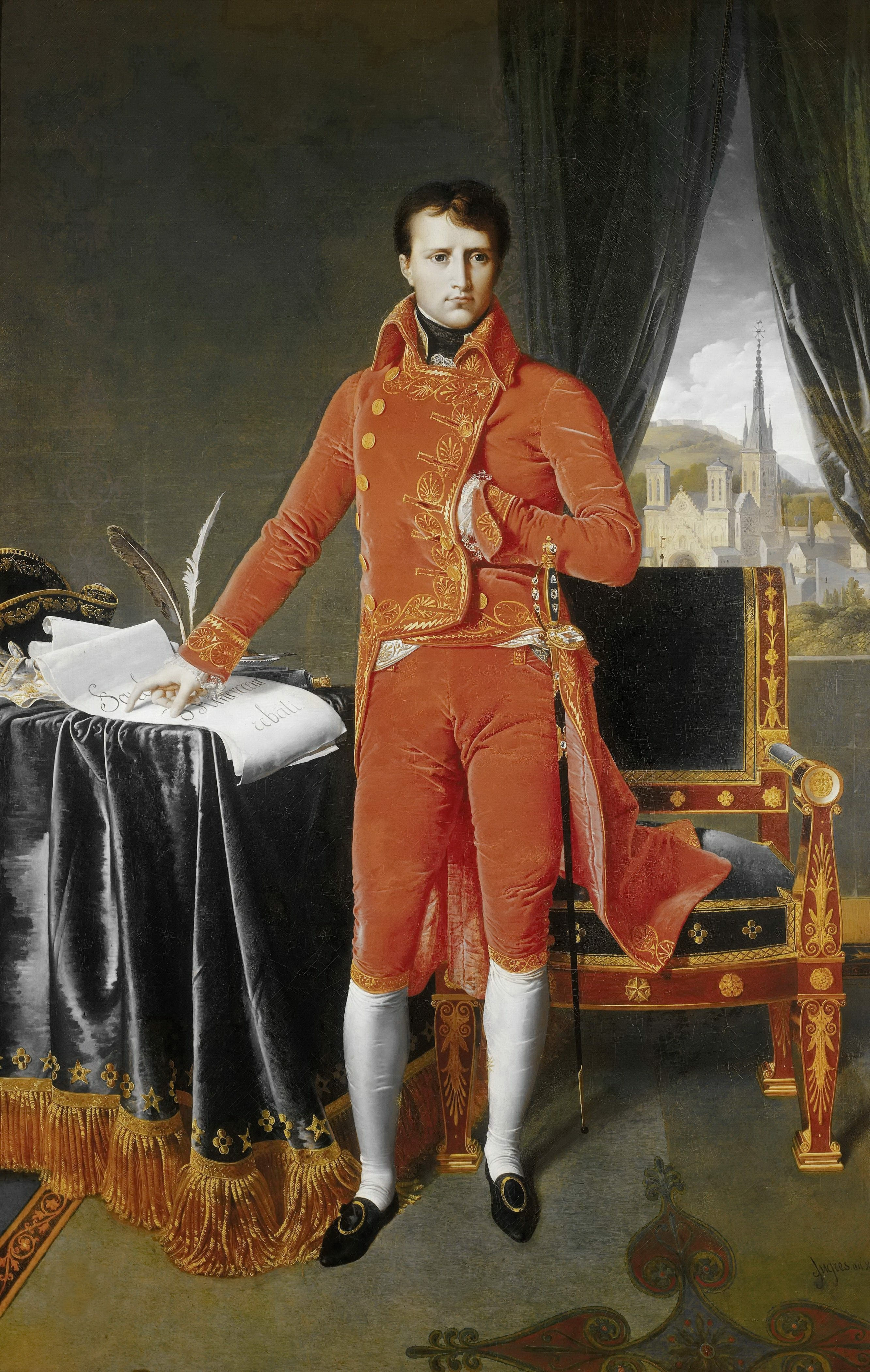
Napoléon Bonaparte als Erster Konsul 1803

Am 9. Mai 1801 griff Napoléon Bonaparte, Erster Konsul der französischen Republik, in die Wirren ein und diktierte den helvetischen Parteien die sog. Verfassung von Malmaison. Die Helvetische Republik wäre in einen Bundesstaat mit 17 Kantonen umgestaltet worden. Erst nach einem dritten Staatsstreich der Föderalisten wurde diese Verfassung 1801 in Kraft gesetzt. Nach einem neuerlichen Umsturz durch die Unitarier am 17. April 1802 wurde die Verfassung von Malmaison jedoch gegen den Willen Napoléons wieder umgearbeitet und nach einer Volksabstimmung als «Zweite Helvetische Verfassung» im Mai 1802 in Kraft gesetzt.
Als Napoléon darauf die französischen Truppen aus der Schweiz abzog, verlor die unitarische Regierung ihren wichtigsten Halt. Restaurative und föderalistische Kreise gingen zum offenen bewaffneten Aufstand über und bildeten im August 1802 eine Gegenregierung unter Alois Reding in Schwyz. Im Stecklikrieg eroberten die föderalistischen Truppen trotz schlechter Bewaffnung den grössten Teil der Schweiz, die helvetische Regierung musste nach Lausanne fliehen. Nachdem die letzten helvetischen Truppen bei Faoug am 3. Oktober 1802 von föderalistischen Kräften geschlagen worden waren, schickte sich die helvetische Regierung bereits zur Flucht nach Frankreich an, als der französische Gesandte Verninac ein lange zuvor abgesandtes Ersuchen um Beistand beantwortete. Napoléon Bonaparte verfügte in der Proklamation von Saint-Cloud vom 30. September 1802 ultimativ, dass alle schweizerischen Parteien die Feindseligkeiten einstellen sollten. Die nichthelvetischen Truppen seien zu entwaffnen und aufzulösen, die helvetische Regierung müsse nach Bern zurückkehren und die Gegenregierung sowie alle aufständischen Kantonsbehörden seien aufzulösen. Anschliessend seien durch die Regierung und die Kantone Deputierte nach Paris zu einer Consulta zu entsenden, um die anstehenden Probleme zu lösen.

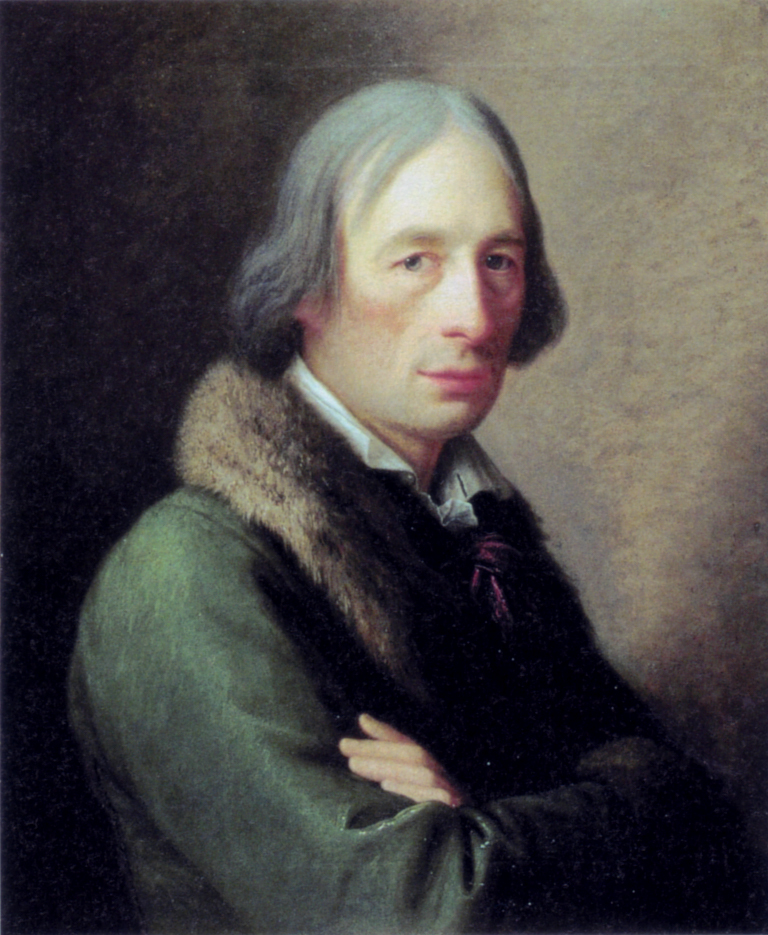
Der helvetische Senator Karl Müller-Friedberg, Unitarier

Die Proklamation von Saint-Cloud sah ursprünglich eine Frist von fünf Tagen vor, allerdings wollte sich die Schwyzer Tagsatzung nicht fügen und verhandelte mit Grossbritannien. Deshalb liess Napoléon im Oktober 40'000 Mann unter General Ney in die Schweiz einmarschieren und die Parteien entwaffnen. Unter dem Eindruck französischer Waffen bestimmten die Kantone schliesslich ihre Deputierten für die Consulta. Der helvetische Senat entsandte eine Dreierdelegation, während die Kantone durch die vereinigten Kantonstagsatzungen von 1801 und 1802 Delegationen von beliebiger Zahl entsenden konnten.

## Wahl und Zusammensetzung der Consulta
Die Föderalisten verweigerten sich zuerst und wollten keine Deputierten nach Paris entsenden, so dass zuerst nur unitarische Abgeordnete bestimmt wurden. Die Föderalisten wollten sich wohl so die Möglichkeit offenhalten, gegen allfällige Pariser Beschlüsse zu protestieren. Erst der nachdrückliche Befehl Napoléons, dass Vertreter beider Parteien nach Paris kommen müssten, änderte die Einstellung der Föderalisten. Trotzdem blieben von den gesamthaft 56 Deputierten des Senats, der Städte und der Kantone, wie sie in der Mediationsakte genannt werden, nur 15 Föderalisten gegenüber 32 Unitariern. Nach anderen Quellen seien es insgesamt 63 Personen gewesen, inklusive Privatpersonen, von denen 45 Unitarier und 18 Föderalisten gewesen seien.
Während die Kantonsvertreter fast ausschliesslich die unitarische Position vertraten, bestimmten die Städte Zürich, Winterthur, Bern und Solothurn fast ausschliesslich föderalistische Vertreter. Auf jeden Fall schien vor Beginn der Verhandlungen ein Ausgang der Vermittlung im Sinn der Unitarier fast sicher, besonders da auch aus der Kommission, die Napoléon bestellte, mindestens die Senatoren Roederer und Fouché als den Unitariern gewogen galten. Démeunier war ausserdem mit dem führenden Unitarier Müller-Friedberg befreundet. So schien es sicher, dass die zukünftige Staatsordnung zwar die Kantone im Sinn der Verfassung von Malmaison wieder etwas stärken, aber eine starke Zentralgewalt bestehen bleiben würde.

## Die Consulta
Die verschiedenen Delegationen trafen ab November 1802 in Paris ein und wurden vom helvetischen Gesandten in Paris, Philipp Albert Stapfer, im Aussenministerium im Hôtel de Galliffet (Rue de Varenne 50) eingeführt und Minister Talleyrand vorgestellt. Erst am 4. Dezember bestellte Napoléon vier französische Senatoren, François de Barthélemy, Jean Nicolas Démeunier, Joseph Fouché und Pierre-Louis Roederer zur Konferenzleitung.
Am 10. Dezember 1802 fand die erste Sitzung der Consulta im Archiv des Aussenministeriums im Hôtel de Maurepas (Rue de Grenelle 75) statt. Senator Barthélemy verlas den Deputierten eine Botschaft Napoléons, die klar zum Ausdruck brachte, dass dieser ein lockeres Föderativsystem wünschte mit Rechtsgleichheit der Kantone aber ohne Vorrechte für die Patrizier. Damit wurden die Unitarier von Beginn weg vor den Kopf gestossen, da damit eine Lösung in ihrem Sinn, d. h. die Beibehaltung des Einheitsstaates, bereits ausgeschlossen war.
Die Unitarier Bernhard Friedrich Kuhn, Vinzenz Rüttimann, Karl Müller-Friedberg und die Föderalisten Louis d’Affry und Hans von Reinhard wurden als Delegation am 12. Dezember von Napoléon persönlich in seiner Residenz im Schloss Saint-Cloud empfangen. An einer Unterredung mit den Delegierten brachte Napoléon noch einmal seine Wünsche hinsichtlich einer föderativen Reorganisation der Helvetischen Republik klar zum Ausdruck und bewies auch Sachkenntnis über die Verhältnisse in der Schweiz. 
Am folgenden Tag begann die Versammlung mit ihrer Arbeit. Pierre-Louis Roederer teilte der Versammlung mit, dass zuerst innerhalb von fünf Tagen für jeden Kanton eine Verfassung zu entwerfen sei, aber von einer Bundesverfassung noch nicht die Rede sein sollte. Die Mitglieder der Consulta waren allerdings völlig unvorbereitet für diese Aufgabe und versuchten, die Frist zu verlängern, um sich Instruktionen aus ihren Kantonen zu holen. Offenbar war man vor der Consulta derart überzeugt gewesen, dass die Unitarier sowieso die Oberhand in der Versammlung haben würden, dass nur Vorbereitungen für die Ausarbeitung einer Bundesverfassung getroffen worden waren. Napoléon verweigerte aber jegliche Fristerstreckung, so dass die Deputierten notgedrungen ohne Vollmachten ans Werk gingen.
Die helvetischen Senatoren Rüttimann, Pidou und Müller-Friedberg sollten eine Bundesverfassung ausarbeiten, während der Rest der Deputierten die Kantonsverfassungen verhandelten. Da sich die Unitarier jedoch kantonsweise aufspalteten, überliessen Rüttimann und Pidou dieses Geschäft Müller-Friedberg alleine, da sie sich mit ihren Kantonsverfassungen beschäftigen wollten. Müller-Friedberg erarbeitete bis zum 23. Dezember eine Verfassung nach dem Vorbild der USA, aus der jedoch lediglich die Handels- und Gewerbefreiheit in die Mediationsakte einfloss. 
Neben den Beratungstätigkeiten bewegten sich die Deputierten in der Pariser Gesellschaft und versuchten für ihre divergierende Interessen zu werben und Verbündete zu finden. Besonders erfolgreich waren dabei die Aristokraten unter den Deputierten, die meist Föderalisten waren. Sie kannten sich aus in der Gesellschaft und mit den Gepflogenheiten der Diplomatie. Oft waren sie zu Gast bei Einladungen der drei Konsulen oder bei Talleyrand.
Eines der grössten Probleme der Consulta war die territoriale Neuordnung der Kantone. Dabei standen insbesondere die 1798 neu geschaffenen Kantone Aargau, Linth, Säntis sowie das Fricktal zur Diskussion. In der Ostschweiz brachte die Wiederherstellung der Kantone beider Appenzell und Glarus ein Problem mit sich, da die übrigbleibenden Gebiete keine historischen Gemeinsamkeiten hatten. Schliesslich nahm die französische Seite ein schon 1802 von Alois Reding vorgeschlagenes Projekt eines Kantons St. Gallen auf, das trotz Widerständen durch direkte Einflussnahme Napoléons durchgesetzt wurde. Im Aargau boten sich ähnliche Probleme. Einerseits forderte Bern die Rückkehr seines ehemaligen Untertanengebiets, andererseits wollte das Fricktal einen eigenen Kanton bilden. Für den ehemaligen Kanton Baden stand eine Vereinigung mit Zug zur Debatte. Auch hier musste ein Machtwort Napoléons entscheiden, durch das der Kanton Aargau in seinen gegenwärtigen Grenzen geschaffen wurde.
Nach der Ausarbeitung der Kantonsverfassungen in vier Sitzungen bis am 28. Dezember gab es für fast einen Monat keine offiziellen Sitzungen der Consulta. Während dieser Zeit bearbeiteten die vier französischen Kommissare die Projekte und die Deputierten lobbyierten für ihre persönlichen Interessen. Offenbar scheinen diese persönlichen Interventionen teilweise grosse Auswirkungen auf die Ausgestaltung der einzelnen Verfassungen wie auch auf die definitive territoriale Ausgestaltung der Kantone gehabt zu haben. Die vier Kommissare arbeiteten für die Verfassungsprojekte eng mit Napoléon zusammen, der verschiedentlich persönlich Änderungen vornahm. Als Modell für alle Verfassungen der Kantone diente dabei diejenige des Kantons Aargau, die von Démeunier zuerst ausgearbeitet wurde. Auf diese Weise entstand die «Mediationsakte» genannte Sammlung der schweizerischen Kantonsverfassungen und der Bundesakte.

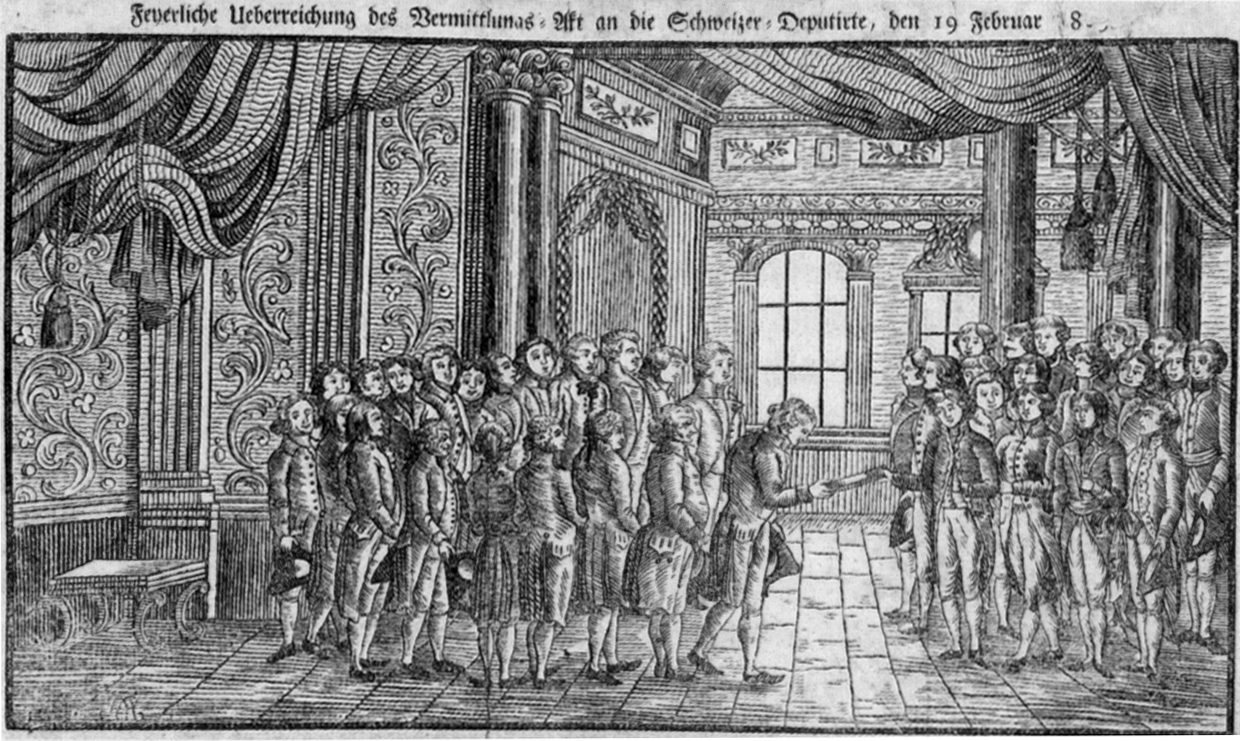
Übergabe der Mediationsakte an die schweizerischen Deputierten am 19. Februar 1803. Bei der Übergabe- und Unterzeichnungszeremonie im Tuilerienpalast waren neben Bonaparte auch Talleyrand sowie die vier Kommissare auf französischer Seite anwesend.

Am 24. Januar wurde die Consulta zu ihrer fünften Sitzung einberufen. Den Deputierten wurde beschieden, dass die Mediationsakte nun bereit sei und sie zur letzten Prüfung je fünf Unitarier bzw. Föderalisten zu delegieren hätten, mit denen Napoléon die Bundesakte durchgehen wolle. Am 25./26. Januar prüfte diese Delegation die Akten und diskutierte die kritischen Punkte, wobei die Schulden der helvetischen Republik und die Verteilung der kantonalen Güter am strittigsten waren. Erst am 29. Januar lud Napoléon die Delegation in den Tuilerienpalast ein und besprach mit ihnen in einer siebenstündigen Sitzung persönlich die Verfassungen und die Bundesakte. Bonaparte hörte sich gemäss dem Bericht von Usteri geduldig alle Anliegen der Delegierten an und beeindruckte mit seiner Sachkenntnis, Offenheit und Aufmerksamkeit. An dieser Sitzung erreichten die Föderalisten weitere Zugeständnisse in ihrem Sinn: Es sollte keine Bundeshauptstadt geben, die Münzhoheit ging zurück an die Kantone und die kantonalen Besitzungen an Grund und Boden wurden wiederhergestellt. Für einige Kantone war es zudem von grosser Wichtigkeit, dass die Güter der aufgehobenen Klöster an die Kantone übergehen sollten, besonders für St. Gallen. Die Streitigkeiten über die finanziellen Fragen dauerten noch weitere zwei Wochen, wobei nur noch die Kommissare mit den Deputierten verhandelten. Erst am 14. Februar 1803 fanden die Verhandlungen auf Anweisung der Kommissare ein Ende.
Gleichzeitig mit dem Abschluss der Arbeiten an der Mediationsakte wies die Kommission die beiden Ausschüsse der Deputierten an, für jeden Kanton vier Mitglieder für eine provisorische Regierungskommission zu benennen. Ein fünftes Mitglied, das als Präsident der Kommission amten sollte, wurde von Napoléon persönlich ernannt. Die provisorischen Regierungskommissionen waren in den neu gegründeten Kantonen Aargau, Thurgau, Tessin, Waadt und St. Gallen auch mit dem Aufbau der Verwaltung und der staatlichen Strukturen betraut.
Die Mediationsakte, die sämtliche Verfassungen der Kantone wie auch die Bundesverfassung enthielt, wurde am 19. Februar 1803 in der Gegenwart von zehn Repräsentanten der Consulta dem designierten Landammann Louis d’Affry übergeben. Zwei Tage später empfing Napoléon alle Deputierten noch einmal zu einer feierlichen Abschiedsaudienz. In der Historiographie der Schweiz wird die folgende Zeit, in der die Schweiz als Staatenbund unter französischem Einfluss bestand, nach der Vermittlung Napoléons Mediationszeit genannt.

## Liste der wichtigsten Teilnehmer
Aus der Helvetischen Republik reisten zwischen 60 und 70 Deputierte nach Paris. In ihrem Umfeld bewegten sich auch private Interessenten und Lobbyisten, die nicht als offizielle Vertreter akkreditiert waren. Die genaue Zahl der Teilnehmer ist umstritten, da nicht immer genau zwischen Privatpersonen und Deputierten unterschieden werden kann.

### Helvetische Kommission der franz. Regierung
- François de Barthélemy
- Jean Nicolas Démeunier
- Joseph Fouché
- Pierre-Louis Roederer

### Vertreter der helvetischen Regierung
- Philipp Albert Stapfer (Aargau/Thurgau); Unitarier

### Deputierte des helvetischen Senats
- Vinzenz Rüttimann (Luzern, Kanton Bellinzona); Unitarier
- Karl Müller-Friedberg (Linth); Unitarier
- Auguste Pidou (Waadt)

### Deputierte der Kantone und Gemeinden
- Louis d’Affry (Fribourg); Föderalist, Aristokrat
- Joseph Leonz Andermatt (Zug); Unitarier
- Anton de Augustini (Wallis)
- Constantin Blanc (Fribourg); Unitarier
- Joseph Blum (Säntis); Unitarier
- Jean-Jacques Cart (Léman); Unitarier
- Jakob Laurenz Custer (Säntis); Unitarier
- Karl-Friedrich Chatoney, (Fribourg)
- Joseph Ignaz von Flüe (Obwalden); Unitarier
- Johann Baptist Frey (Solothurn); Föderalist
- Franz Joseph Venerand Friderich (Fricktal)
- Josef Anton Gerber, (Solothurn, Stadt): Föderalist
- Peter Glutz (Solothurn, Stadt); Föderalist, Aristokrat
- Niklaus Heer (Linth, Glarus); Unitarier
- Gottlieb Heinrich Hünerwadel (Aargau)
- Johann Georg Hunziker (Aargau)
- Emanuel Jauch (Uri); Föderalist
- Johann Baptist Jehle (Fricktal)
- Ludwig Maria Keyser, (Nidwalden)
- Franz Xaver Keller (Luzern, Urseren); Unitarier
- Anton Johann Jost Kilchmann (Luzern)
- Karl Koch (Bern, Oberland); Unitarier
- Heinrich Krauer (Luzern); Unitarier
- Bernhard Friedrich Kuhn (Bern); Unitarier
- ??? Kunz (Bern, Landschaft)
- Johann Rudolf Meyer (Aargau)
- Stephan Maurer (Schaffhausen)
- Jules Muret (Léman); Unitarier
- Henri Monod (Léman); Unitarier
- Melchior Lüscher (Aargau);
- Peter Ochs (Solothurn, Bucheggberg); Unitarier
- Johann Heinrich Pestalozzi (Burgdorf); Unitarier
- Johann Kaspar Pfenninger (Zürich, Landschaft); Unitarier
- Auguste Pidou (Léman)
- Florian von Planta (Graubünden)
- Giovanni Battista Quadri (Lugano)
- Hans von Reinhard (Zürich, Stadt); Föderalist, Aristokrat
- Albrecht Rengger,(Aargau); Unitarier
- Johann Heinrich Rothpletz (Aargau); Unitarier
- Hans Bernhard Sarasin (Basel, Stadt); Föderalist, Aristokrat
- Louis Secrétan (Léman); Unitarier
- Jakob Ulrich Sprecher von Bernegg (Graubünden)
- Philipp Albert Stapfer (Aargau/Thurgau); Unitarier
- Gottlieb (Amédée) Strauss (Aargau)
- Johann Rudolf Sulzer (Winterthur)
- Anton Gabriel Surbeck (Solothurn, Stadt)
- ??? Sutter (Aargau)
- Paul Usteri (Zürich); Unitarier
- Niklaus Rudolf von Wattenwyl (Bern, Stadt); Föderalist, Aristokrat
- Heinrich Weber (Aargau)
- Abraham Welti (Aargau)
- Karl Zay (Schwyz); Föderalist
- Xaver Zeltner (Solothurn, Landschaft)
- Joseph Zuber (Herisau); Unitarier

### Lobbyisten
- Peter Placidus von Müller (Fürstabtei St. Gallen)
- Adam Knaus (Herisau); Föderalist
- Louis François Bégoz (Kanton Léman), ehemaliger helvetischer Kriegs- und Aussenminister
- Jean-Jacques Cart (Kanton Léman), ehemaliger Senator
- Marc-Antoine Pellis (Kanton Léman), ehemaliger Senator
- Niklaus Friedrich von Mülinen (Bern), Föderalist, Aristokrat
- Franz Bernhard Meyer von Schauensee (Luzern), Unitarist, ehemaliger Minister